# Chandrayaan-2
Chandrayaan-2 est une sonde spatiale de l'agence spatiale indienne, l'ISRO, dont l'objectif est de recueillir des données scientifiques sur la Lune. Deuxième mission du programme Chandrayaan, la sonde spatiale lancée le 22 juillet 2019 depuis le Centre spatial Satish-Dhawan par un lanceur GSLV Mk III comprend un orbiteur qui doit se placer en orbite autour de la Lune pour une mission d'une durée de un an et un atterrisseur qui doit déployer un petit astromobile (rover) d'une vingtaine de kilogrammes près du pôle Sud. La mission au sol doit durer une quinzaine de jours tandis que l'orbiteur doit poursuivre ses investigations en orbite durant un an. Chandrayaan-2 est la deuxième sonde spatiale développée par l'Inde. Il succède à Chandrayaan-1 qui s'est placé en orbite autour de la Lune en 2008.
Chandrayaan-2 est un engin de 3 850 kg comprenant un orbiteur d'une masse d'environ 2 379 kg et l'atterrisseur Vikram de 1 471 kg qui, après s'être posé sur le sol lunaire, y dépose l'astromobile (rover) Pragyan d'une masse de 27 kg. Une quinzaine d'instruments scientifiques (caméras, spectromètres, sismomètres, etc.) sont répartis entre les trois engins spatiaux. Chandrayaan-2 est le premier engin spatial indien à se poser sur un autre corps céleste. L'Inde est la cinquième nation qui tente d'effectuer un atterrissage en douceur sur le satellite naturel de la Terre après l'Union soviétique, les États-Unis, la Chine et Israël (échec).
L'orbiteur se place en orbite le 20 août 2019 et commence le recueil des données quelques jours plus tard. L'atterrisseur tente de se poser en douceur sur la surface de la Lune le 6 septembre, mais tout contact est perdu alors que l'engin spatial se trouve encore à quelques centaines de mètres de la surface. L'atterrisseur est considéré comme perdu. Néanmoins l'orbiteur est opérationnel et mène la mission prévue. L'agence spatiale indienne décide de développer une nouvelle mission similaire mais avec un orbiteur allégé de ses instruments scientifiques. Cette sonde spatiale, baptisée Chandrayaan-3, est lancée le 14 juillet 2023 et parvient à se poser le 23 août à la surface de la Lune.

## Contexte: le programme spatial lunaire de l'Inde
Pour l'Inde, comme pour les puissances spatiales plus anciennes, l'exploration de la Lune, constitue la première phase de son programme d'exploration du système solaire à l'aide d'engins spatiaux. Une mission lunaire présente moins de difficultés qu'une mission vers des planètes proches comme Mars ou Vénus : la distance réduite (350 000 kilomètres) permet de piloter la sonde spatiale en quasi temps réel (temps de transmission des données d'environ 1 seconde) et l'absence d'atmosphère simplifie le processus d’atterrissage. Les premières études d'une mission spatiale lunaire sont entreprises en 2002. L'agence spatiale indienne, l'ISRO, commence à construire sa première sonde lunaire, baptisée Chandrayaan-1, à compter de 2003. Chandrayaan-1 doit se placer en orbite autour de la Lune pour étudier sa surface. Le réseau indien de communication avec l'espace lointain est créé : une station terrienne équipée de deux antennes paraboliques de 18 mètres et 32 mètres de diamètre est construite à 45 kilomètres de Bangalore pour permettre les communications à grande distance avec la sonde spatiale. Cette première sonde spatiale, d'une masse de 1 380 kg (avec les ergols), est lancée le 22 octobre 2008 par une fusée indienne PSLV. Compte tenu de la puissance réduite de ce lanceur, la sonde spatiale est d'abord placée sur une orbite terrestre haute qui est progressivement relevée jusqu'à ce que l'apogée se situe au-delà de l'orbite de la Lune autour de la Terre. La sonde spatiale se place en orbite autour de la Lune le 4 novembre de la même année. Les 11 instruments, fournis pour moitié par la NASA et l'Agence spatiale européenne, collectent un certain nombre de données scientifiques inédites telles que la mesure de signatures spectrales signalant la présence d'eau, l'observation de tubes formées par la lave, la mise en évidence d'un volcanisme récent, etc. Toutefois la mission s'achève de manière prématurée : une panne, qui se produit 9 mois après le lancement, entraîne l'interruption de la mission dont la durée prévue était de 2 ans,.
Les études sur Chandrayaan-2, successeur de Chandrayaan-1, démarrent avant même le lancement de cette sonde spatiale. Ses objectifs sont beaucoup plus ambitieux sur le plan technique puisque cette mission vise à poser en douceur un engin spatial à la surface de la Lune et y déployer un astromobile (véhicule mobile). À l'époque où le projet débute seuls les soviétiques et les américains sont parvenus à poser en douceur un engin spatial sur le sol lunaire. Aussi, pour réduire les risques liés à la mise au point de ces techniques, l'agence spatiale indienne décide de développer Chandrayaan-2 avec l'aide de la Russie.

## Développement de Chandrayaan-2

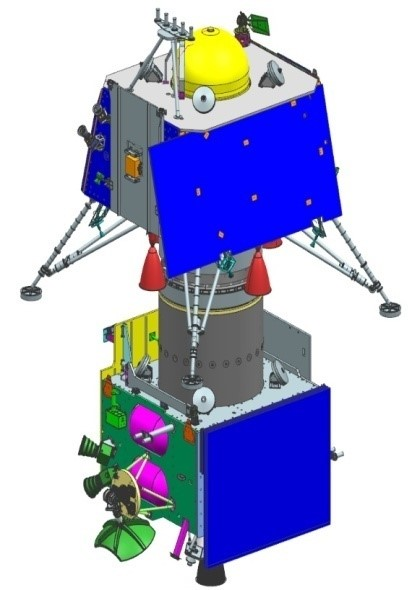
Schéma de l'atterrisseur (en haut) et de l'orbiteur.

### Échec de la coopération indo-russe
L'agence spatiale indienne signe le 12 novembre 2007 un accord de coopération avec l'agence spatiale russe Roscosmos. Le développement de la future mission est réparti entre les deux agences spatiales : la Russie développe l'astromobile (rover) d'une masse d'environ 100 kg tandis que l'agence spatiale indienne fournit le lanceur, l'orbiteur et l'atterrisseur qui doit déposer le rover sur le sol lunaire,. Le budget de la mission est débloqué par le gouvernement indien le 18 septembre 2008. En août 2009, la conception de la sonde spatiale est finalisée avec la participation de scientifiques des deux pays,. L'échec de la mission martienne russe Phobos-Grunt, victime de multiples problèmes immédiatement après son lancement le 8 novembre 2011, entraîne le retrait de la Russie du projet : les responsables russes annoncent à leurs partenaires indiens qu'ils ne pourront respecter l'échéance fixée jusque-là à 2013 ni même celle de 2015 car l'atterrisseur russe utilise certains composants mis en cause dans l'échec de leur sonde martienne. L'agence spatiale indienne décide en janvier 2013 de poursuivre seule le développement de Chandrayaan-2.

### Mise au point

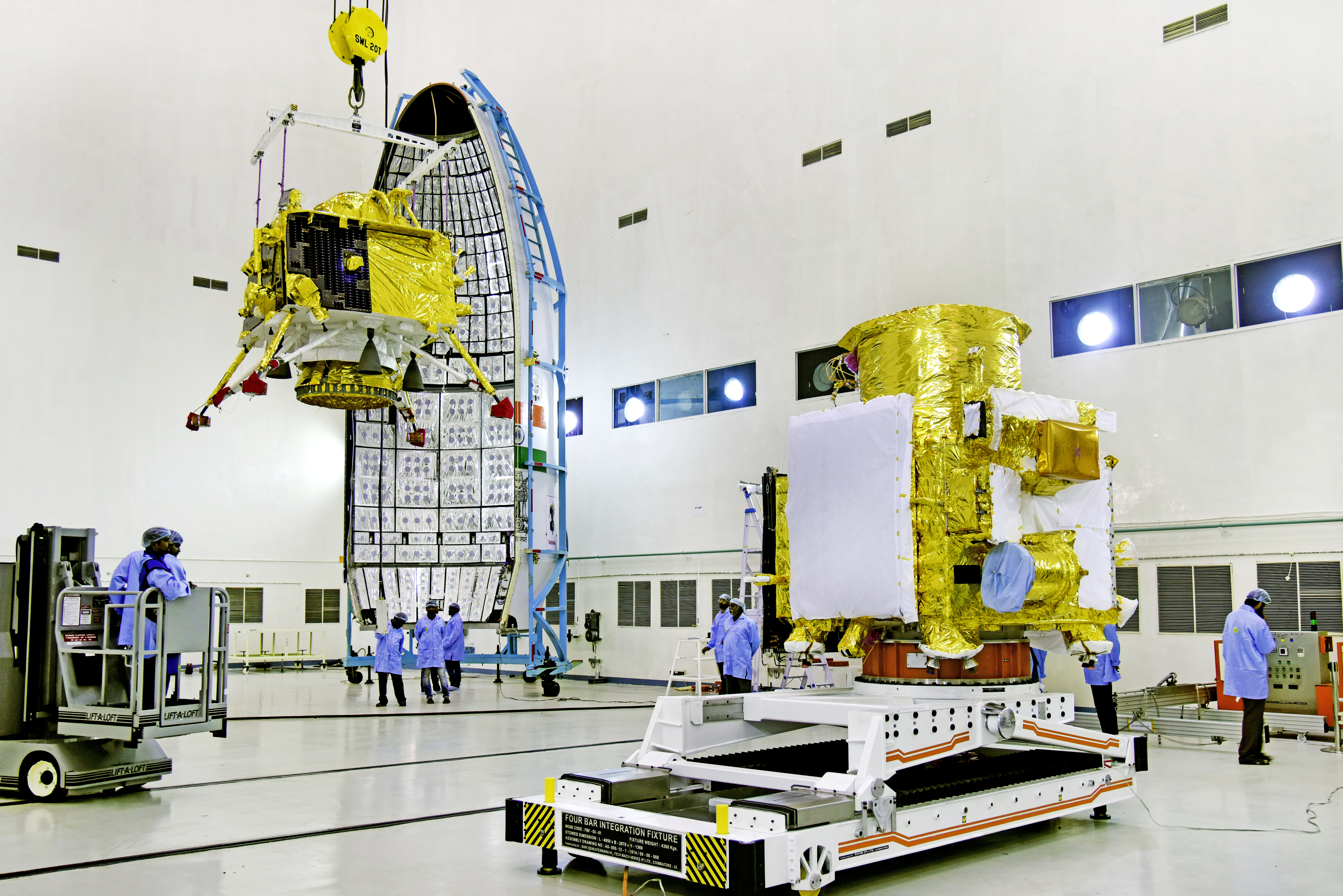
L'atterrisseur est fixé au sommet de l'orbiteur avant que l'ensemble soit placé sous la coiffe dont une des demi-coques est visible au fond de la salle.

Dans ce nouveau contexte le lancement de la mission est repoussé à fin 2016/début 2017. En 2017 le lancement est reprogrammé en avril 2018, puis il est reporté successivement en octobre 2018, janvier 2019, et en mars 2019. À la suite d'une revue technique du projet par une commission chargée de donner son feu vert, celle-ci estime que le déroulement de la mission comporte en l'état des risques inacceptables et elle impose des changements importants. Selon le scénario initial, l'atterrisseur effectuait sa descente vers le sol lunaire immédiatement après sa séparation avec l'orbiteur. Désormais l'atterrisseur, après s'être séparé de l'orbiteur, reste en orbite autour de la Lune et vérifie ses différents systèmes avant d'entamer sa descente vers la surface de la Lune. Ce changement impose des modifications importantes de l'atterrisseur qui doit prendre en charge des manœuvres supplémentaires : ajout d'un moteur-fusée de 800 Newtons de poussée en position centrale, de deux nouveaux réservoirs d'ergols et d'un nouveau réservoir de gaz pressurisant. Pour que l'atterrisseur puisse contrôler son orientation avant la phase de descente quatre roues de réaction et un viseur d'étoiles sont ajoutés ainsi que l'électronique associée. Par ailleurs, pour accroitre la probabilité de succès de l'atterrisseur, le train d'atterrissage est modifié dans le but d'accroître la stabilité de l'engin et la redondance des composants électroniques est accrue. Ces changements de dernière minute accroissent la masse à sec de l'atterrisseur de 100 kilogrammes (celle-ci passe à 1 350 kilogrammes) et celle de l'astromobile (rover) qui passe de 20 à 25 kilogrammes. Avec l'ajout des ergols et les autres modifications, la masse de la sonde spatiale passe de 3 250 à 3 800 kilogrammes. Pour placer en orbite cette masse accrue le lanceur GSLV Mark II sélectionné à l'origine est remplacé par la version GSLV-Mk III. Enfin début mai 2019 l'agence spatiale indienne indique un nouveau report. Officiellement il s'agit d'effectuer des vérifications complémentaires à la suite de l'échec de l'atterrisseur lunaire israélien Beresheet mais selon certains médias indiens, ce délai supplémentaire est dû aux modifications tardives de la sonde spatiale. La fenêtre de lancement est alors comprise entre le 9 et le 16 juillet avec une date d’atterrissage à la surface sur la Lune aux alentours du 6 septembre 2019. Le coût de la mission est évalué à 8 milliards de roupies (102 millions d'euros).

## Objectifs de la mission
Les objectifs de la mission Chandrayaan-2 sont les suivants : 
- faire progresser la maitrise des technologies déjà mises en œuvre par Chandrayaan-1 et tester les nouvelles technologies qui seront mises en œuvre par les futures missions d'exploration du système solaire ;
- déployer un astromobile (rover) après un atterrissage en douceur sur un site prédéterminé et réaliser une étude in situ des éléments chimiques présents ;
- mettre en œuvre des instruments scientifiques sur l'orbiteur et permettre d'obtenir des données avec une meilleure résolution que celles recueillies jusque là.

Les données recueillies permettront d'améliorer notre connaissance de la topographie de la surface de la Lune, de déterminer de manière détaillée les minéraux présents en surface ainsi que la quantité des différents éléments chimiques, étudier l'exosphère (atmosphère très ténue de la Lune et de détecter la signature spectrale de la glace d'eau et des radicaux hydroxyles.

## Site d’atterrissage
Le site d'atterrissage sélectionné est situé près du pôle sud de la Lune. Le site primaire est situé à 350 kilomètres au nord du bassin Pôle Sud-Aitken (70,9˚S, 22,8˚E) entre les cratères Manzinus C and Simpelius N. Le site secondaire est situé vers la même latitude aux coordonnées 67,8˚ S, 18,5˚ O. D'après les données recueillies par les instruments de l'orbiteur lunaire de la NASA LRO, les seuls terrains présentant une pente supérieure à 15 % sont associés à des cratères et représentent moins de 6 % de la superficie totale.

## Déroulement de la mission

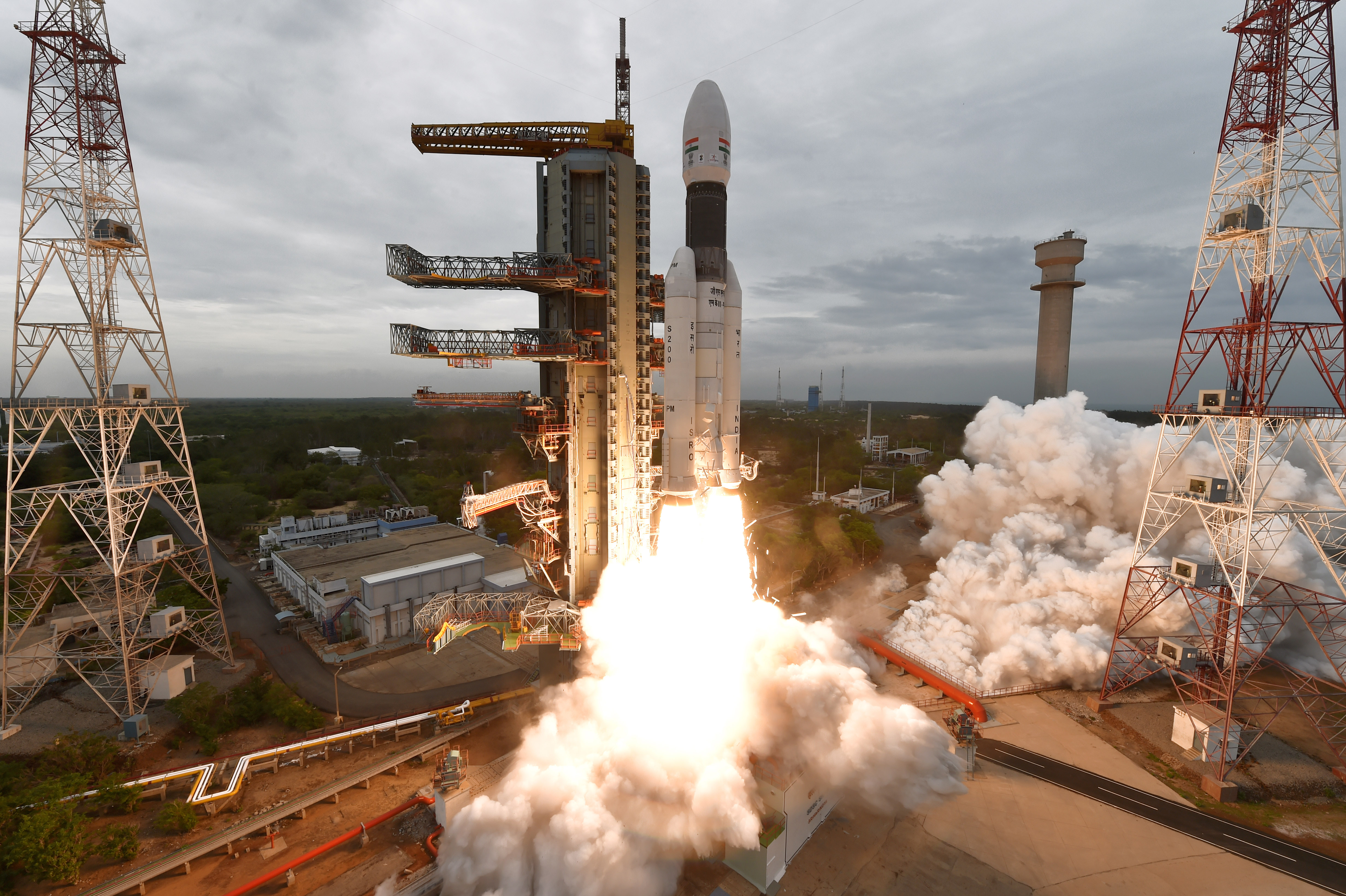
Lancement de la sonde spatiale par le lanceur indien GSLV-Mk III le 22 juillet.

Animation montrant la trajectoire suivie par la sonde spatiale (en mauve) après son lancement.

### Lancement
Chandrayaan-2 est lancée depuis le centre spatial Satish-Dhawan sur la côte sud-est de l'Inde par une fusée GSLV-Mk III. Le 15 juillet 2019, une première tentative de lancement est annulée 56 minutes avant le décollage à la suite d'un problème technique. Le lancement a finalement lieu le 22 juillet 2019 à 9 h 13 UTC.

### Transit et insertion enorbite lunaire
Compte tenu de la masse de Chandrayaan-2, le lanceur GSLV-Mk III, n'a pas la capacité d'injecter la sonde spatiale directement sur une trajectoire l'amenant à proximité de la Lune. Chandrayaan-2 est d'abord placée sur une orbite terrestre elliptique de 170 × 18 500 kilomètres. Cette orbite est ensuite progressivement relevée en utilisant à plusieurs reprises les moteurs-fusées de la sonde spatiale. L'orbite est ainsi modifiée à cinq reprises les 24, 26, 29 juillet, 2 et 6 août et portée finalement à 276 × 142 975 km. Une dernière manœuvre, effectuée le 13 août, place la sonde spatiale sur une orbite dont l'apogée se situe au-delà de la Lune (environ 350 000 kilomètres de la Terre). Chandrayaan-2 est désormais sur une trajectoire qui l'amène à proximité de la Lune. Arrivée à proximité de la Lune le 20 août à 3 h 32 UTC, la sonde spatiale utilise durant 29 minutes sa propulsion pour réduire sa vitesse et ainsi s’insérer sur une orbite lunaire. Après cette manœuvre, l'engin spatial circule sur une orbite dont l'aposélène se situe à 18 072 km et le périsélène à 114 km de la surface de cet astre.
Pour préparer l'atterrissage, l'orbite lunaire de la sonde spatiale est par la suite abaissée en quatre étapes (21 août, 28 août, 30 août et 1er septembre). À l'issue de la dernière manœuvre, Chandrayaan-2 circule sur une orbite faiblement excentrique de 114 × 128 kilomètres. L'atterrisseur se sépare de l'orbiteur le 2 septembre. Vikram abaisse une dernière fois son orbite le 3 septembre en utilisant brièvement à deux reprises son moteur de manière à survoler le pole sud à son périsélène (point d'une orbite lunaire le plus proche de la Lune) à 35 kilomètres d'altitude non loin du pôle sud. L'orbiteur, de son côté, circule sur une orbite de 96 × 125 kilomètres.

### Échec de l'atterrissage
Le 6 septembre en fin de journée, les moteurs sont dirigés dans la direction opposée au sens de progression et la vitesse horizontale est fortement réduite, puis la sonde spatiale entame sa descente verticale vers le site d'atterrissage situé près du pôle sud de la Lune. La descente s'effectue de manière autonome en exploitant des données fournies par le radar et la centrale à inertie de l'engin spatial. Le scénario prévoyait qu'en fin de descente, les images prises par une caméra soient analysées en temps réel pour éviter les obstacles au sol. La propulsion devait être mise en marche par intermittence pour réduire la vitesse verticale qui devait être complètement annulée à 4 mètres du sol. La propulsion était alors coupée et la sonde spatiale devait tomber en chute libre et atterrir avec une vitesse verticale inférieure à 5 m/s (17 km/h). Mais une divergence par rapport à la trajectoire nominale est observée alors que la sonde spatiale se trouve encore à 2 kilomètres au dessus du sol lunaire. Le contact est perdu avec l'engin spatial alors que celui-ci se situe à quelques centaines de mètres du sol. Celui-ci est considéré comme perdu apèrs s'être écrasé sur le sol comme l'engin spatial israélien Beresheet en avril de la même année.
Des images prises par l'orbiteur lunaire LRO de la NASA en octobre et novembre 2019 permettent d'identifier la zone d'impact de l'atterrisseur Vikram. La dispersion des débris indiquent que contrairement à l'hypothèse émise par l'agence spatiale indienne (vitesse d'atterrissage légèrement supérieure à celle prévue), la sonde spatiale s'est écrasée sur le sol lunaire à une vitesse très élevée. Le point d'impact se situe à 700 mètres du site d'atterrissage prévu. L'agence spatiale ne fournit aucune information sur l'origine de la défaillance.

### Déroulement de la mission de l'orbiteur
Contrairement à l'atterrisseur l'orbiteur est opérationnel. Sa mission primaire a une durée d'un an mais durant le transit la quantité d'ergols consommée (ces ergols sont nécessaires pour maintenir l'orbiteur sur son orbite lunaire) a été relativement faible ce qui doit permettre à l'orbiteur de fonctionner plus longtemps que prévu. Les premiers résultats sont rendus publics en octobre 2019. Le spectromètre infrarouge IIRS qui analyse la lumière réfléchie et émise par la Lune dans la bande spectrales 0,8 à 5 microns est utilisée pour déterminer la composition du sol de plusieurs cratères de grande taille (Sommerfield, Stebbins et Kirkwood). Le radar à synthèse d'ouverture permet d'obtenir des informations sur la distribution spatiale et la taille des roches éjectées par les impacts des météorites à la surface de la Lune. CHACE-2 fournit des informations sur la composition de l'exosphère entourant la Lune en particulier la proportion d'Argon-40 et l'évolution de sa densité en fonction du cycle jour-nuit. La caméra TMC-2 collecte des images stéréos de la surface de la Lune qui sont utilisées pour déterminer la morphologie de la surface et d'identifier les cratères d'impact, les tunnels de lave, les rilles, les plissements, les graben ainsi que les domes et cônes. En décembre 2021, la sonde spatiale, toujours opérationnelle, effectue une manoeuvre orbite pour éviter une collision avec l'orbiteur LRO de la NASA.

## Nouvelle tentative d'atterrissage à la surface de la Lune: la mission Chandrayaan-3
Les responsables de l'agence spatiale indienne annoncent début janvier 2020 le développement d'une mission similaire à Chandrayaan-2 mais avec un orbiteur allégé de ses instruments scientifiques. Celle-ci est baptisée Chandrayaan-3. Le coût de développement des équipements de la nouvelle mission est évalué à 31 millions d'euros. Avec le lancement, le coût total de la nouvelle mission atteint 77 millions d'euros. Le lancement de Chandrayaan-3 est initialement prévu en 2021,. À la suite de la pandémie de Covid 19, il est reporté au dernier trimestre 2022mais a finalement lieu le 14 juillet 2023.

## Caractéristiques techniques de la sonde spatiale

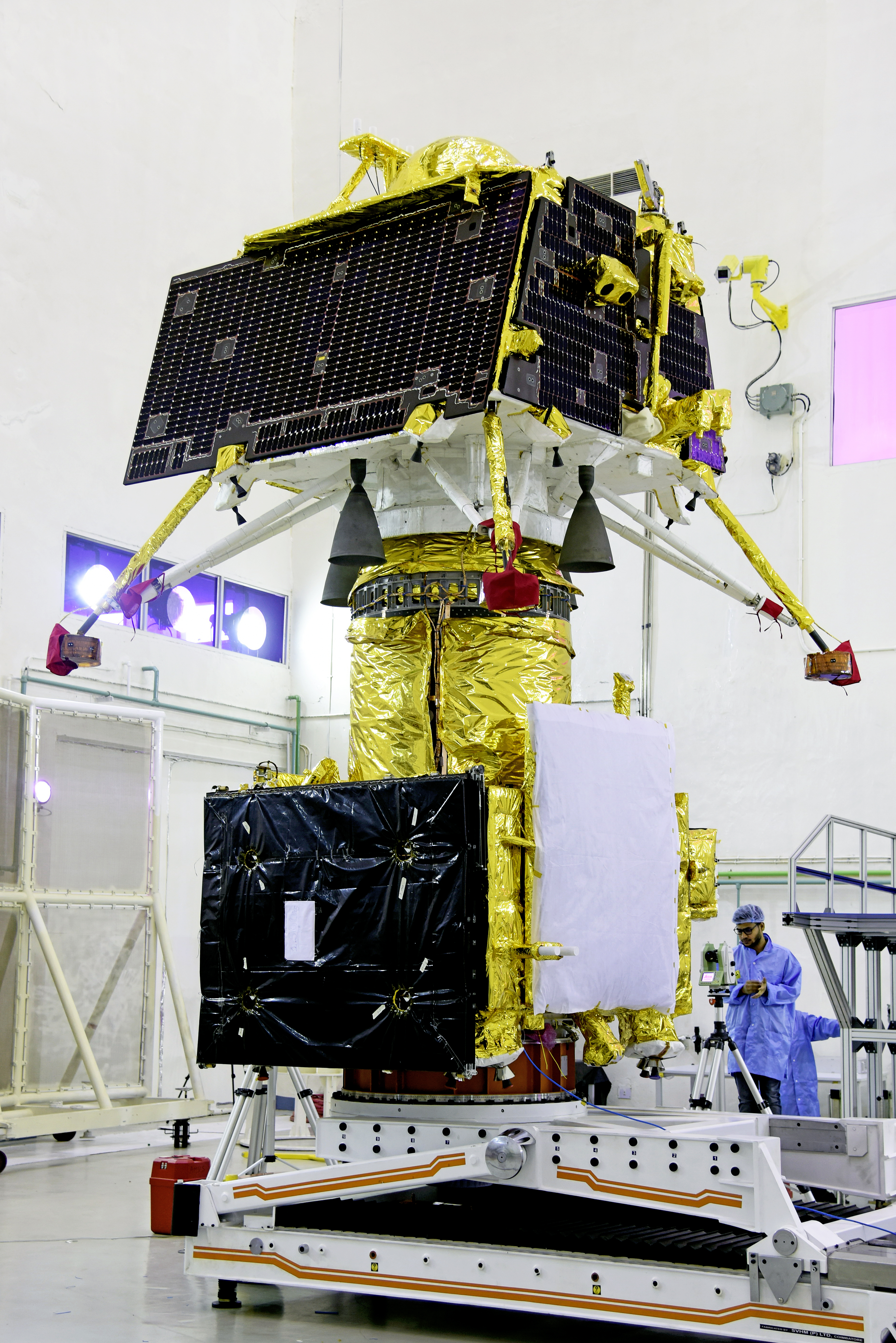
La sonde spatiale complète avec l'atterrisseur à son sommet.

Chandrayaan-2 dont la masse totale est de 3 850 kg au décollage comprend trois composants :
- l'orbiteur d'une masse d'environ 2 379 kg doit se placer en orbite autour de la Lune ;
- l'atterrisseur Vikram qui doit déposer sur le sol le rover lunaire a une masse de 1 471 kg avec celui-ci ;
- le rover Pragyan d'une masse de 27 kilogrammes est équipé de panneaux solaires. Il embarque des instruments scientifiques pour l'étude du sol lunaire.

### Orbiteur
L'orbiteur est construit autour d'une structure tubulaire de satellite de trois tonnes fabriquée par Hindustan Aeronautics Limited. Les équipements de l'orbiteur occupent une structure cubique construite autour de la base de cette structure. La sonde spatiale est fixée à son lanceur par la base de la structure tubulaire tandis que l'interface avec l'atterrisseur se situe au sommet de cette structure. L'énergie est fournie par deux panneaux solaires déployés en orbite et est stockée dans des batteries lithium-ion. Le satellite est stabilisé 3 axes à l'aide de roues de réaction. Un moteur-fusée à ergols liquides bi-ergols est utilisé pour rehausser progressivement l'orbite autour de la Terre, puis pour injecter la sonde spatiale sur une orbite lunaire avant d'abaisser celle-ci jusqu'à une altitude de 100 km. Des petits propulseurs sont utilisés pour désaturer les roues de réaction et effectuer les petites corrections de trajectoire. Le système de contrôle d'attitude exploite les données fournies par des viseurs d'étoiles, des capteur solaires, des accéléromètres et des gyrolasers.

### Atterrisseur Vikram

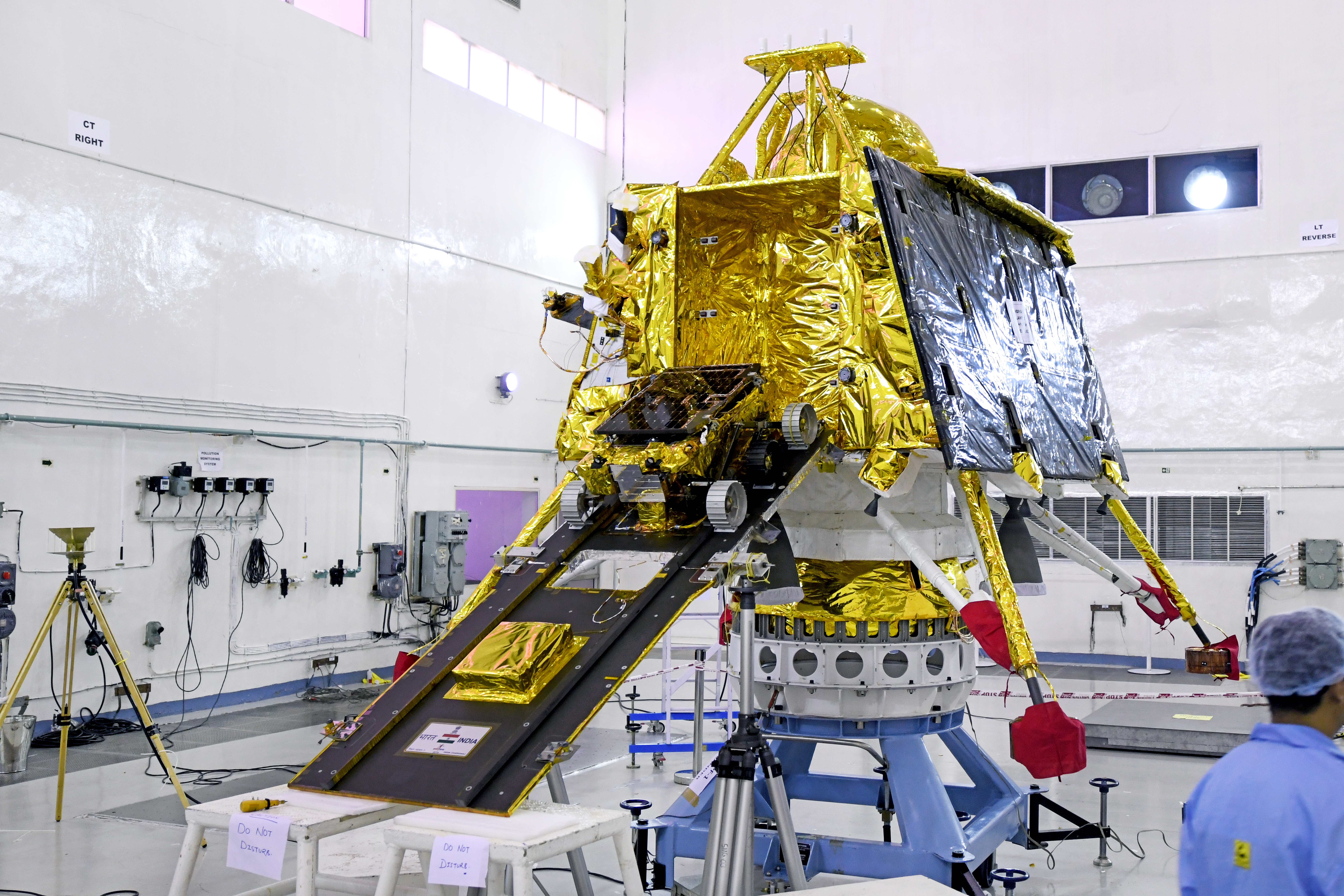
L'atterrisseur et le rover descendant la rampe qui doit l'amener sur le sol lunaire.

L'atterrisseur Vikram a la forme d'une pyramide tronquée dont le centre est occupé par un cylindre dans lequel se trouvent les réservoirs d'ergols et le mécanisme qui permet de découpler l'engin avec l'orbiteur. Les panneaux verticaux sont recouverts de cellules solaires. Le train d'atterrissage comprend quatre pieds et est conçu pour assurer la stabilité de l'atterrisseur sur un terrain irrégulier. L'atterrisseur Vikram dispose de cinq moteurs de 800 newtons de poussée pour les manœuvres principales et plusieurs moteurs de 50 newtons de poussée pour contrôler l'orientation de l'engin. La poussée des moteurs principaux est modulée grâce à une valve qui contrôle le débit des ergols. La détermination de l'attitude de l'engin est déterminée par une centrale à inertie comprenant quatre gyrolasers et quatre accéléromètres, deux viseurs d'étoile. À l'approche du sol le système HDA (en anglais : Hazard Detection and Avoidance) exploite les données fournies par différents capteurs, les compare avec les informations en mémoire et agit en conséquence sur le fonctionnement des moteurs. Les données utilisées sont fournies par un altimètre laser et altimètre radio, un indicateur de vitesse laser Doppler et deux caméras prenant des images du terrain et permettant de calculer la vitesse horizontale. Une fois au sol les panneaux solaires lui fournissent 650 watts. Faute de source énergétique non dépendante du Soleil, il n'est pas conçu pour survivre à la nuit lunaire (froid intense) aussi sa durée de vie est de 14 jours (durée d'une journée lunaire).

### Astromobile (rover)
L'astromobile (rover) Pragyan (« sagesse » en sanscrit), dont la masse est environ de 25 kilogrammes, circule sur 6 roues. Sa conception reprend celle du rover américain Sojourner déployé à la surface de la planète Mars par la mission de la NASA Mars Pathfinder en juillet 1997. Le châssis de l'astromobile abrite toute l'électronique. Les images stéréo prises par des caméras de navigation fixées à l'avant du châssis sont utilisées pour la navigation. Les communications avec la Terre transitent par l'atterrisseur. Des panneaux solaires lui fournissent 50 watts. Il est conçu pour pouvoir parcourir 500 mètres.

## Instrumentation scientifique

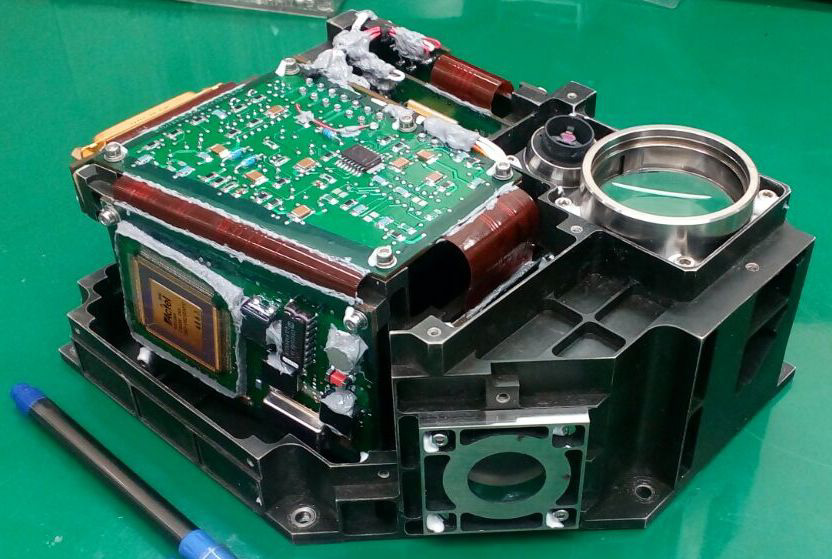
Spectromètre laser LIBS.

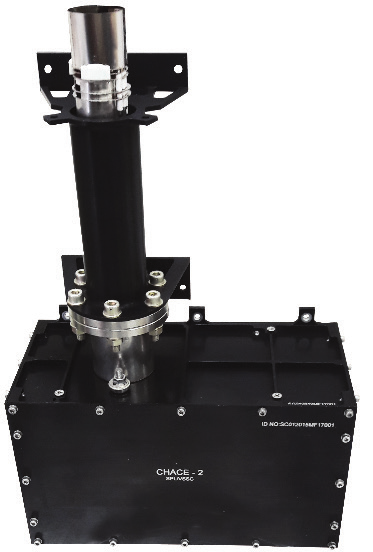
Le spectromètre de masse CHACE2 est utilisé pour déterminer la composition de l'exosphère ténue de la Lune.

L'orbiteur embarque huit instruments scientifiques :
- le spectroscope-imageur infrarouge IIRS (en anglais : Imaging Infrared Spectrometer) est utilisé pour la cartographie de la Lune sur une large bande spectrale afin d'étudier les minéraux, les molécules d'eau et les hydroxyles présents ;
- la caméra TMC2 (en anglais : Terrain Mapping Camera2) permettant de réaliser des cartes tridimensionnelles pour l'étude de la minéralogie et de la géologie de la Lune ;
- un spectromètre de masse neutre ChACE2 pour l'étude détaillée de l'exosphère de la Lune ;
- la caméra à haute résolution OHRC (en anglais : Orbiter High Resolution Camera)
- le spectromètre rayons-X à bande large CLASS (Chandrayaan 2 Large Area Soft X-ray Spectrometer)
- le détecteur de rayons X XSM (en anglais : Solar X-ray Monitor) pour relever les principaux éléments présents à la surface de la Lune ;
- le spectromètre de masse CHACE-2 (en anglais : Chandra Atmospheric Composition Explorer 2) doit analyser la composition de l'exosphère (atmosphère très ténue) de la Lune. L'instrument est une version améliorée de celui embarqué sur Chandrayaan
- le radar à synthèse d'ouverture SAR (en anglais : Synthetic Aperture Radar) émettant en bande L et S pour analyser les couches superficielles de la Lune sur une épaisseur de quelques dizaines de mètres. L'objectif est de confirmer la présence d'eau dans les régions situées en permanence à l'ombre.
- l'expérience d'occultation radio DFRS (en anglais : Dual Frequency Radio Science).

L'atterrisseur emporte les instruments suivants :
- le sismomètre passif ILSA (en anglais : Dual Frequency Radio Science) enregistre les secousses sismiques de la Lune dans le but d'étudier le noyau de la Lune et pourrait fournir de nouvelles informations du fait de la position du sismomètre (les sismomètres déposés par les missions précédents ont tous installés sur des sites proches de l'équateur).
- l'instrument de mesure des propriétés thermiques du sol ChaSTE mesure la température et la conductivité thermique à 10 centimètres sous la surface ;
- la sonde de Langmuir RAMBHA (en anglais : Radio Anatomy of Moon Bound Hypersensitive ionosphere and Atmosphere) mesure de densité du plasma présent dans la couche de l'exosphère proche de la surface;
- une caméra
- une expérience d'occultation radio
- un rétro-réflecteur laser fourni par la NASA.

Le rover (astromobile) de son côté emporte les instruments suivants : 
- le spectroscope laser LIBS (en anglais : Laser Induced Breakdown Spectroscope) mesure la composition chimique de la surface de la Lune ;
- un spectroscope X à particule alpha APIXS (en anglais : Alpha Particle Induced X-ray Spectroscope) détermine les éléments chimiques présents dans les roches lunaires;
- les caméras situées sur la face avant du rover.